# Kazahstanski tenge
Kazahstanski tenge (kazahski: Қазақстан теңгесі, rus. Казахстанский тенге ; ISO 4217: KZT) je službena valuta Kazahstana. Jedan tenge sastoji se na 100 tijina (тиын). Tenge u prijevodu znači vaga. Porijeklo vodi od turske riječi teg (uteg). Ruska riječ za novac, деньги, je slična i istog je porijekla. Riječ tenge nema množinu.
Tenge je uveden u studenom 1993. godine kao zamjena za ruski rubalj po tečaju 1 tenge = 500 rubalja.
Tenge izdaje Narodna Banka Kazahstana. 
Papirne novčanice se izdaju u apoenima od 200, 500, 1000, 2000, 5000 i 10 000 tenge, a kovani novac u apoenima od 5, 10, 20, 50 i 100 tenge i rjeđe od 1 i 2 tenge.

## Spomen-novčanice
- 5000 tenga (2008.)

 Spomen novčanica od 1000 tenga za 2010. - povodom kazačkog predsjedanja OESS-om 

## Vanjske poveznice
- Narodna banka Kazahstana  Arhivirana inačica izvorne stranice od 12. ožujka 2014. (Wayback Machine)
- Službeno predstavljanje novog dizajna  Arhivirana inačica izvorne stranice od 19. prosinca 2007. (Wayback Machine)